# Smail Prevljak
Smail Prevljak (Konjic, 10. svibnja 1995.) bosanskohercegovački je nogometaš koji igra kao napadač za Istru 1961.

## Klupska karijera
Rođen u Konjicu, Prevljak je karijere započeo u mjesnom Igmanu prije nego što se pridružio juniorskoj akademiji RB Leipziga 2013. godine. Profesionalni debi imao je protiv Aalena 2. kolovoza 2014. u dobi od 19 godina.
Posuđen Red Bull Salzburgu u kolovozu 2014., debitirao je 9. studenog protiv Altacha i postigao svoj prvi gol za momčad Lieferinga protiv Wacker Innsbrucka.
Nakon što se trajno pridružio u lipnju 2015., postigao je svoj prvi gol protiv Austrije Beč i svoj prvi hat-trick protiv FAC-a. U travnju 2016. zadobio je tešku ozljedu koljena i vratio se u veljači 2017. Potpisao je novi četverogodišnji ugovor 2018., postigao je četiri gola protiv St. Pöltena u prosincu i osvojio Austrijski kup 2019.
Posuđen belgijskom Eupenu u siječnju 2020., debitirao je i zabio protiv St. Truidena. Eupen ga je trajno potpisao u kolovozu. Postigao je svoj prvi hat-trick za klub protiv Charleroija u travnju 2021.
Prevljak se pridružio Herthi u srpnju 2023., debitirajući protiv Wehen Wiesbadena i postigavši svoj prvi gol protiv Greuther Fürtha.
U srpnju 2025. Prevljak je prešao u Istru 1961. Prvi nastup i prvi pogodak u dresu Istre postigao je 3. kolovoza 2025., u porazu 2:1 od splitskog Hajduka.

## Reprezentativna karijera
Prevljak je bio član reprezentacije Bosne i Hercegovine do 21 godine pod vodstvom izbornika Darka Nestorovića.
U ožujku 2018. primio je svoj prvi seniorski poziv za prijateljske utakmice protiv Bugarske i Senegala. Debitirao je protiv Bugarske 23. ožujka.
Dana 15. studenog 2020., u utakmici UEFA Lige nacija A 2020./21. protiv Nizozemske, Prevljak je postigao svoj prvi seniorski reprezentativni gol.